# Langues italiques
Ne doit pas être confondu avec langues italo-romanes.
Cet article concerne les langues italiques. Pour les peuples, voir peuples italiques.
Les langues italiques sont une branche de la famille des langues indo-européennes et regroupent les langues sabelliques et les langues latino-falisques. Le vénète et le sicule sont souvent rattachés aux langues italiques.
Les langues italiques doivent leur nom à la région où ces langues étaient parlées, l'Italie. Les peuples parlant ces langues sont eux-mêmes dénommés Italiques.
La langue italique la plus importante fut historiquement le latin, langue du Latium et de la Rome antique qui est devenue celle de l'Empire romain et dont l'évolution produisit le groupe des langues romanes. Supplantées par le latin, toutes les autres langues italiques se sont éteintes sans laisser de descendance actuelle.

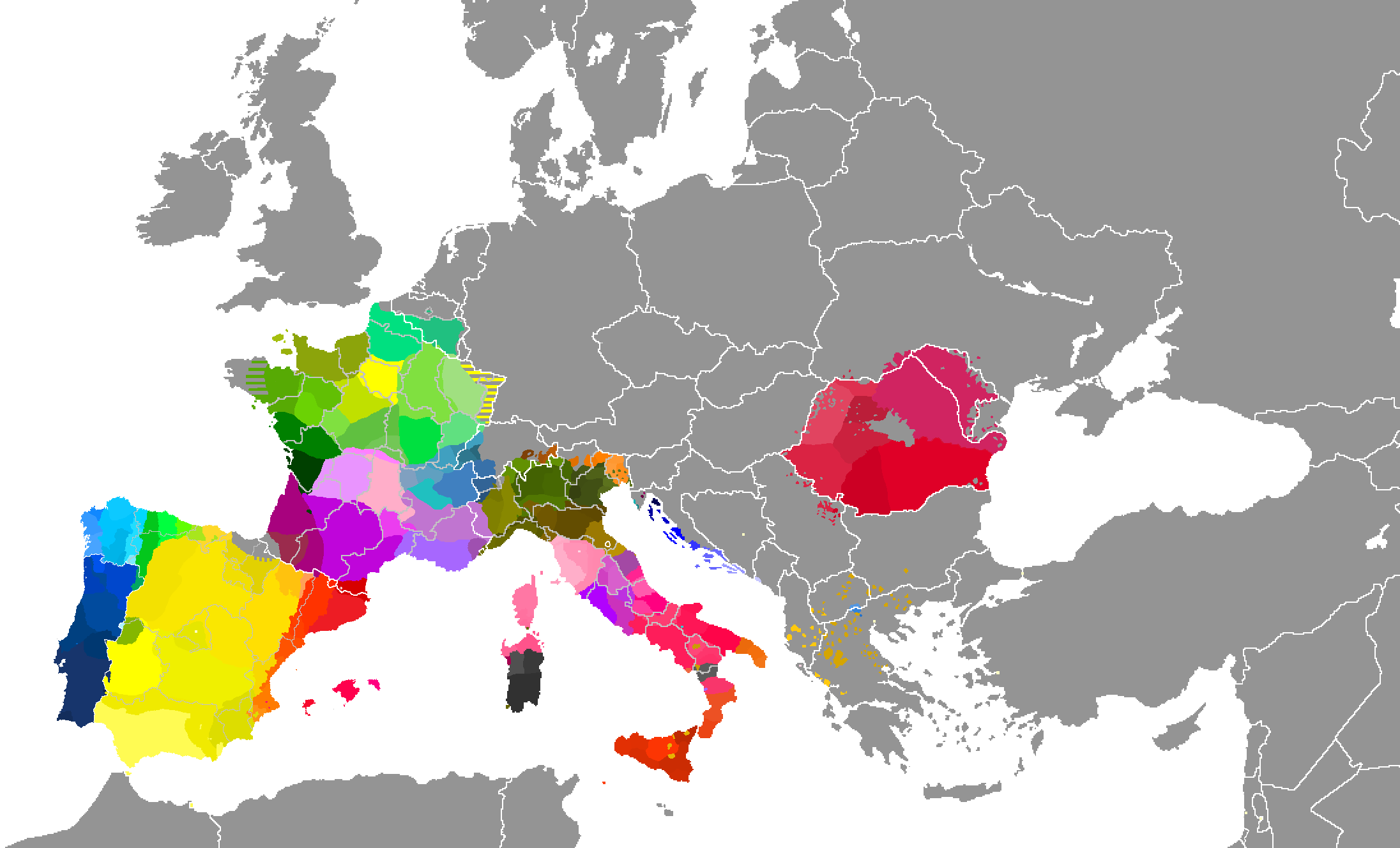
Langues romanes.

## Classification interne
- Langues italiques
  - langues sabelliques (ou osco-ombriennes)
    - osque, parlé dans la région centre-méridionale de la péninsule italienne
    - samnite
    - marse
    - marrucin
    - pélignien
    - vestinien
    - sabin
    - èque
    - volsque
    - ombrien (à ne pas confondre avec le dialecte italien actuel)
    - sud-picène
    - lucanien

  - langues latino-falisques (ou italo-falisques)
    - falisque parlé au nord de Rome
    - latin parlé dans le centre-ouest de l'Italie, étendu ensuite à tout l'Empire romain.
      - langues romanes

  - vénète (hypothèse fréquente) et liburnien
  - sicule (hypothèse fréquente)

## Histoire
Les locuteurs italiques n'étaient pas originaires d'Italie mais y immigrèrent vers 1500 av. J.-C. (voir culture apenninique), probablement des Alpes dinariques dans les Balkans (voir culture de Vučedol). Avant cette migration, l'Italie était peuplée de groupes peut-être indo-européens tels que les Ligures mais difficilement identifiables avec certitude.
Les langues italiques sont attestées pour la première fois par des inscriptions latines des VIe siècle av. J.-C. ou Ve siècle av. J.-C. en alphabet vieil italique, qui est fondé sur l'alphabet grec. Ces langues furent influencées par l'étrusque et par le grec.
Avec l'expansion de Rome, le latin parlé, fortement imprégné des autres idiomes italiques, devint la langue italique la plus importante, mais les autres déclinèrent et disparurent complètement aux alentours du Ier siècle av. J.-C.[réf. nécessaire]. Les langues romanes commencèrent ainsi à naître du latin vulgaire.
Le vénète, autrefois classé plus souvent parmi les langues illyriques, est davantage connu aujourd'hui à travers des nombreuses inscriptions, incluant des phrases complètes. Il apparaît que cette langue était très proche des autres langues italiques, et la plupart des linguistes modernes n'hésitent pas à le classer dans cette branche.
Radoslav Katičić (en) a également montré que l'anthroponomie de la zone nord-ouest de l'ancienne province romaine d'Illyrie (qu'il appelle « nord-adriatique »), soit le pays du peuple liburne, fait partie d'un espace anthroponymique plus vaste, comprenant l'ensemble du Pays vénète, l'Istrie, et allant jusqu'aux Alpes orientales. La zone anthroponomymique contiguë, qu'il appelle « dalmato-pannonienne », correspondant aux pays des Dalmates et des Iapodes à l'époque de la conquête romaine et se prolongeant jusqu'en Pannonie, a également de nombreux traits communs avec la première.
Ces découvertes dessinent un tout nouveau visage aux langues italiques, dont le territoire se prolongerait jusqu'en Europe centrale.